# Polyzonus laurae
Polyzonus laurae är en skalbaggsart som beskrevs av Leon Fairmaire 1887. Polyzonus laurae ingår i släktet Polyzonus och familjen långhorningar. Inga underarter finns listade i Catalogue of Life.